# Печёночница наибольшая
Печёночница наибо́льшая (лат. Hepática máxima, Anémone maxima) — многолетнее травянистое растение, вид рода Печёночница (Hepatica) семейства Лютиковые (Ranunculaceae). Нередко весь род включается в состав рода Ветреница (Anemone).

## Ботанические описание
Цветоносный стебель до 10 см высотой, густо шерстистый.
Листья на длинных черешках до 13 см длиной, покрытых обычно многочисленным длинным опушением, с выраженным пурпурным оттенком. Пластинка трёхлопастная, в основании глубоко сердцевидная, до 11 см в поперечнике, сверху зелёная, голая, по краю пурпурная, снизу с выраженным пурпурным оттенком, по краю длиннореснитчатая. Стеблевые листья в числе трёх, образуют чашечковидную обёртку, эллиптические до эллиптически-яйцевидных, шерстистые снизу, по краю длиннореснитчатые, 20—22 мм длиной и 10—12 мм шириной.
Цветки с 6 лепестковидными листочками околоцветника узкоэллиптической формы, 13—16 мм длиной и 6—7 мм шириной, белого цвета, с едва заметным розоватым оттенком.
Плод — многоорешек, орешки многочисленные, чёрные, в основании белые, блестящие.

## Экология и распространение
Растение известно только из одного местонахождения на острове Уллындо. Встречается в буковом лесу (Fagus engleriana) на высоте 600—700 м над уровнем моря.

## Таксономия и систематика

### Синонимы
- Anemone maxima Nakai, 1917